# Mistrzostwa Świata w Piłce Nożnej 1970 (eliminacje strefy AFC)
W eliminacjach do Mistrzostw Świata w Piłce Nożnej 1970 w strefie OFC i AFC wzięło udział 7 reprezentacji narodowych.

## Zasady kwalifikacji
W pierwszej rundzie udział wzięły 3 reprezentacje rozgrywając między sobą po dwa mecze. Zwycięzca grupy awansował do drugiej rundy dołączając do drużyn Rodezji, Izraela, Korei Północnej oraz Nowej Zelandii. W drugiej rundzie pięć drużyn zostało podzielonych na dwie grupy, z których zwycięzcy awansowali do finału. Przed rozegraniem meczów drugiej rundy wycofała się reprezentacja Korei Północnej.

## Przebieg eliminacji

### I runda
| Rank | Team             | Pkt | M | W | R | P | G+ | G− | +/− |
| ---- | ---------------- | --- | - | - | - | - | -- | -- | --- |
| 1    | Australia        | 6   | 4 | 2 | 2 | 0 | 7  | 4  | 3   |
| 2    | Korea Południowa | 4   | 4 | 1 | 2 | 1 | 6  | 5  | 1   |
| 3    | Japonia          | 2   | 4 | 0 | 2 | 2 | 4  | 8  | −4  |

| 10 października 1969 | Japonia · Masashi Watanabe 11' | 1:31:1raport | Australia · 5' Tom McColl · 68' (sam.) Aritatsu Ogi · 69' Ray Baartz | National Stadium, Seul Widzów: 3513 Sędzia: Patrick Freddie Nice |
|                      |                                |              |                                                                      |                                                                  |

| 12 października 1969 | Korea Południowa · Kim Ki-bok 8' · Park Soo-il 38' | 2:22:1raport | Japonia · 33' Teruki Miyamoto · 50' Yasuyuki Kuwahara | National Stadium, Seul Widzów: 21 128 Sędzia: Cheung Tang Sun |
|                      |                                                    |              |                                                       |                                                               |

| 14 października 1969 | Korea Południowa · Lee Lee-woo 45' | 1:21:1raport | Australia · 37' John Watkiss · 82' Tom McColl | National Stadium, Seul Widzów: 10 250 Sędzia: George Suppiah |
|                      |                                    |              | kartki: · Johnny Warren                       |                                                              |

| 16 października 1969 | Australia · Tom McColl 39' | 1:1raport | Japonia · 4' Teruki Miyamoto | National Stadium, Seul Widzów: 1359 Sędzia: Wanchai Suvaree |
|                      |                            |           |                              |                                                             |

| 18 października 1969 | Korea Południowa · Chung Kang Chi 17', 40' | 2:0raport | Japonia                      | National Stadium, Seul Widzów: 9264 Sędzia: Kan Chi Lee |
|                      | kartki: · Seo Yoon-chan                    |           | kartki: · Masakatsu Miyamoto |                                                         |

| 20 października 1969 | Korea Południowa · Ray Baartz 58' | 1:10:1raport | Australia · 29' Park Soo-il | National Stadium, Seul Widzów: 9676 Sędzia: Patrick Freddie Nice |
|                      |                                   |              |                             |                                                                  |

## II runda

### Grupa 1
| Rank | Team      | Pkt | M | W | R | P | G+ | G− | +/− |
| ---- | --------- | --- | - | - | - | - | -- | -- | --- |
| 1=   | Australia | 2   | 2 | 0 | 2 | 0 | 1  | 1  | 0   |
| 1=   | Rodezja   | 2   | 2 | 0 | 2 | 0 | 1  | 1  | 0   |

O awansie zadecydował mecz dodatkowy.
| 23 listopada 1969 | Rodezja · Bobby Chalmers 63' | 1:10:0raport | Australia · 68' Tommy McCall | Salazar Stadium, Laurenco Marques Widzów: 6500 Sędzia: Antonio Ribeiro Saldanha |
|                   |                              |              |                              |                                                                                 |

| 27 listopada 1969 | Australia | 0:0raport | Rodezja | Salazar Stadium, Laurenco Marques Widzów: 3500 Sędzia: Antonio Ribeiro Saldanha |
|                   |           |           |         |                                                                                 |

#### Mecz dodatkowy
| 1 grudnia 1969 | Australia · Willie Rutherford 12' · Philimon Tigere 22' (sam.) · Johnny Warren 57' | 3:12:0raport | Rodezja · 54' Bobby Chalmers | Salazar Stadium, Laurenco Marques Widzów: 1500 Sędzia: Antonio Ribeiro Saldanha |
|                |                                                                                    |              |                              |                                                                                 |

### Grupa 2
| Rank | Team           | Pkt        | M          | W          | R          | P          | G+         | G−         | +/−        |
| ---- | -------------- | ---------- | ---------- | ---------- | ---------- | ---------- | ---------- | ---------- | ---------- |
| 1    | Izrael         | 4          | 2          | 2          | 0          | 0          | 6          | 0          | +6         |
| 2    | Nowa Zelandia  | 0          | 2          | 0          | 0          | 2          | 0          | 6          | −6         |
| –    | Korea Północna | rezygnacja | rezygnacja | rezygnacja | rezygnacja | rezygnacja | rezygnacja | rezygnacja | rezygnacja |

| 28 września 1969 | Izrael · Mordechaj Spiegler 48' · Gijjora Spiegel 65' · Jehoszua Feigenbaum 72', 86' | 4:00:0raport | Nowa Zelandia | Ramat Gan Widzów: 26 669 Sędzia: Davoud Nassiri |
|                  |                                                                                      |              |               |                                                 |

| 1 października 1969 | Nowa Zelandia | 0:2raport | Izrael · 24' Mordechaj Spiegler · 33' Gijjora Spiegel | Ramat Gan Widzów: 10 898 Sędzia: Hadj Abol Hassan |
|                     |               |           |                                                       |                                                   |

### Finał
| 4 grudnia 1969 | Izrael · David Zeman 16' (sam.) | 1:0raport | Australia                                 | Ramat Gan Widzów: 41 899 Sędzia: Ferdinand Marschall |
|                | kartki: · Mordechaj Szuruk      |           | kartki: · Tommy McColl · Manfred Schaefer |                                                      |

| 14 grudnia 1969 | Australia · John Watkiss 88' | 1:10:0raport | Izrael · 78' Mordechaj Spiegler | Sports Ground, Sydney Widzów: 32 500 Sędzia: Ferdinand Marschall |
|                 |                              |              |                                 |                                                                  |

Wynik dwumeczu: 2:1, Awans:  Izrael